# 拉氏拟异双盘吸虫
拉氏拟异双盘吸虫（学名：Paradistomoides laruei）为双腔科拟异双盘属的动物。分布于台湾岛等地，营寄生生活，宿主北方草晰，寄生于小肠、胆囊以及肝脏。该物种的模式产地在台湾。